# Jallapur, Savanur
Jallapur là một làng thuộc tehsil Savanur, huyện Haveri, bang Karnataka, Ấn Độ.